# Alto Santo
Alto Santo là một đô thị thuộc bang Ceará, Brasil. Đô thị này có diện tích 1338,743 km², dân số năm 2007 là 18222 người, mật độ 13,61 người/km².